# Suvaja (Varvarin)
Pour les articles homonymes, voir Suvaja.
Suvaja (en serbe cyrillique : Суваја) est un village de Serbie situé dans la municipalité de Varvarin, district de Rasina. Au recensement de 2011, il comptait 99 habitants.

## Démographie

### Évolution historique de la population
| 1948 | 1953 | 1961 | 1971 | 1981  | 1991 | 2002 | 2011 |
| ---- | ---- | ---- | ---- | ----- | ---- | ---- | ---- |
| 450  | 331  | 606  | 800  | 1 033 | 495  | 149  | 99   |

|  |